# أمر المفوضين

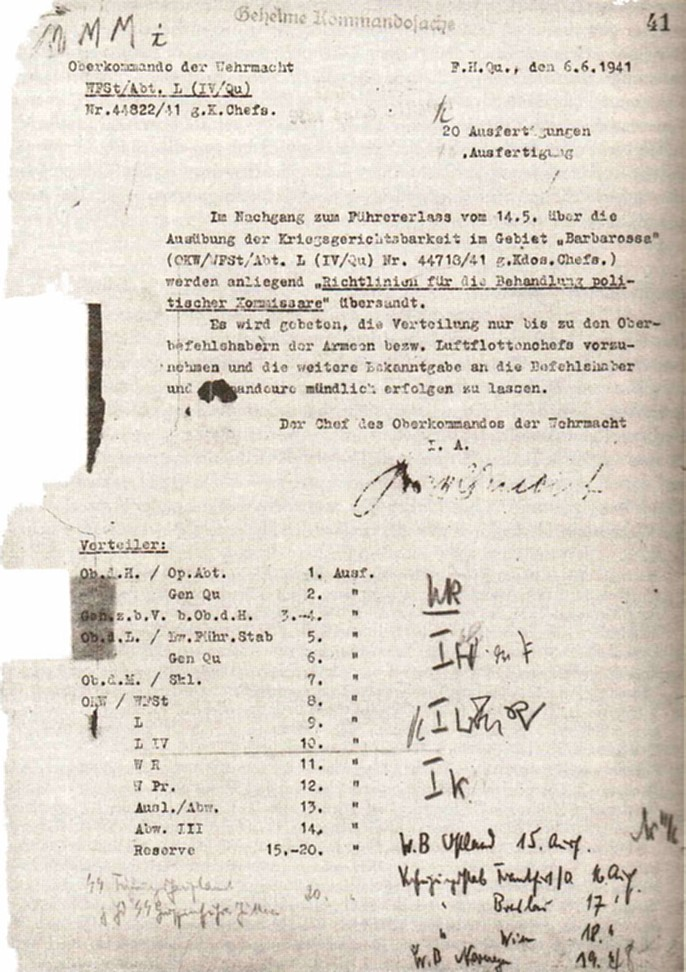
نسخة من أمر المفوضين الصادر في 6 يونيو 1941.

أمر المفوضين (بالألمانية: Kommissarbefehl) أمر كتابي صادر مباشرة من أدولف هتلر بتاريخ 6 يونيو 1941 قبل أسبوعين تقريبًا من دخول عملية بارباروسا حيّز التنفيذ وعُرف رسميًا باسم الإرشادات الخاصة بمعاملة المفوضين السياسيين (بالألمانية: Richtlinien für die Behandlung politischer Kommissare) والذي نصّت فيه الأوامر صراحةً على إطلاق النار مباشرةً على أي مفوض سياسي سوفيتي يتم التعرّف عليه من ضمن باقي الأسرى كونه مؤمنًا بالأيديولوجيات الشيوعية وممثلًا للحزب الشيوعي السوفيتي في صفوف القوات المسلحة، كما شمل الأمر فيما بعد كافة الضباط والجنود الذين تثبت انتماءاتهم الأصيلة للبلشفية أو أي فرد قام أو يقوم بالترويج لها.

## التاريخ
أصدر الجنرال إيغوين مولر المسودّة الأولى من أمر المفوضين بتاريخ 6 مايو 1941 والتي نصّت على إعدام كافة المفوضين السياسيين الأسرى مباشرة في أرض المعركة لمنع وصولهم لمعسكرات أسرى الحرب الألمانية، وقد أورد المؤرخ الألماني هانز-أدولف ياكوبسن حول هذا الشأن قائلًا:
| أمر المفوضين | لم يغب عن قادة الجيوش الألمانية مخالفة مثل هذا الأمر للقانون الدولي، وهو ما يبرر قلة عدد النسخ التي تم توزيعها. | أمر المفوضين |

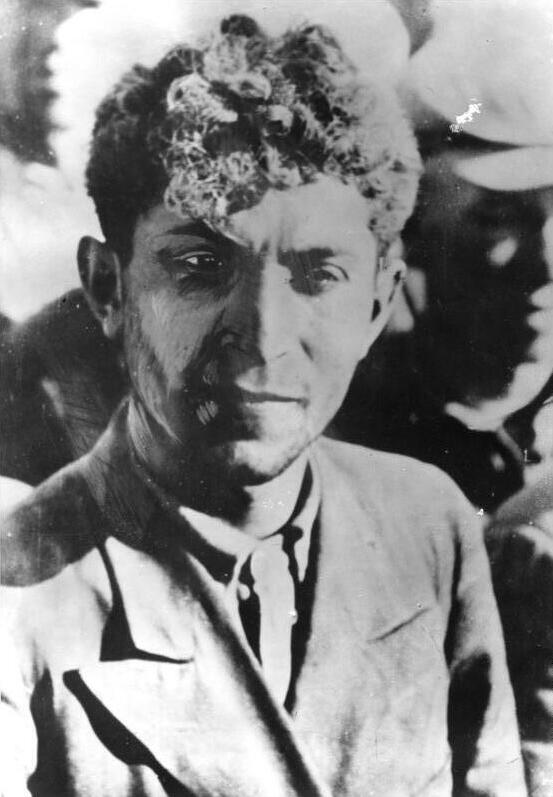
مفوض سياسي يهودي سوفيتي التُقطت صورته بعد أسره مباشرة، في حين ذكرت المصادر الألمانية 'أُطلق النار عليه أثناء اقتحامه أحد المواقع الألمانية.'

من جانبها قامت القيادة العليا للفيرماخت (بالألمانية: Oberkommando der Wehrmacht) بحذف الجزء الذي طالب فيه الجنرال مولر القوات الألمانية بعدم الإسراف في القتل ومع ذلك قام الفيلد مارشال فالتر فون براوخيتش بتعديل الأمر بنفسه في 24 مايو 1941 وإدخال الجزء الذي سبق وأن حذفته القيادة العليا للفيرماخت كإجراء منه لإرساء النظام داخل الجيش، حتى صدرت المسودّة الأخيرة للقرار في 6 يونيو 1941 الذي أصدرته القيادة العليا للفيرماخت والذي نصّت خلاله على إلزام أعلى الضباط رتبة بإبلاغ الجنود شفهيًا بالإجراءات التي يجب اتباعها.
أدى التشديد على تنفيذ الأمر إلى العديد من الإعدامات المباشرة في أرض المعركة بعد وقوع الأفراد المعنيين في الأسر في حين حاول المؤرخ الألماني يورغن فورستر ضحد هذه الادعاءات قائلًا في كتابه الذي نشره عام 1989 أن أغلب القادة الألمان أوردوا في مذكراتهم لاحقًا عدم التزامهم بتنفيذ ما جاء في أمر المفوضين، وبحلول 23 سبتمبر 1941 طالب قادة الفيرماخت بتخفيف الأمر لتشجيع قادة الجيش الأحمر على الاستسلام دون مقاومة مما يوفّر العديد من الخسائر على القوات الألمانية، ومع ذلك جاء الرفض قاطعًا من جانب الفوهرر الألماني أدولف هتلر مؤكدا على عدم إدخال أية تعديلات فيما يختص بمعاملة المفوضين السياسيين.
على الجانب الأخر ساهم أمر المفوضين في رفع الروح المعنوية لدى أفراد الجيش الأحمر عندما علموا به، كما أجبر الجنود على عدم الاستسلام في مواجهة القوات الألمانية، وهو ما أورده العديد من القادة الألمان أمثال كلاوس فون شتاوفنبرغ كسبب مباشر في شراسة المقاومة السوفيتية، مما دفع هتلر لإلغاء أمر المفوضين في 6 مايو 1942.

## وصلات خارجية
- (بالألمانية)

```
Der Kommissarbefehl
 6.6.1941 بقلم 
أدولف هتلر
```

- (بالألمانية)

```
ترجمة إنكليزية
 (أسفل الصفحة)
```

- (بالألمانية)

```
"Fuhrer-Erlasse" 1939-1945 (über die Ausübung der Kriegsgerichtsbarkeit im Gebiet „Barbarossa“)
 13.5.1941 بقلم 
فيلهلم كايتل
```